# Entrup (Lemgo)
Entrup ist ein Ortsteil der Stadt Lemgo im Kreis Lippe in Nordrhein-Westfalen.

## Geographie
Geologisch gehört der Ort den Ausläufern des lippischen Flachhügellandes und der Bachlauf der Ilse entspricht der Grenze zwischen dem Flachhügelland und dem Lippischen Bergland. In einem Talkessel beiderseits der zumeist in südlicher Richtung fließenden Ilse errichteten die ersten Bewohner Entrups ihre Anwesen. Im Ort befinden sich mehrere gut erhaltene Fachwerkhäuser aus dem 18. und 19. Jahrhundert.

## Geschichte

### Ortsname
Entrup wurde erstmals im Jahr 1151 unter dem Namen Eginthorpe in einer Urkunde des Bischofs Bernhard I. von Paderborn erwähnt.
Folgende Schreibweisen sind ebenfalls belegt: Egincthorp (Ende des 12. Jh.), Einctorp (1305), Eyginctorpe (1307), Eynctorpe (um 1340), Eyntorpe (1350), Eyninctorpe (1408), Egentorpe (1432), Eyngentorpe (1439), Eginctorp (1467), Eyninktorpe (1486), Eggentrup (1490), Eyntrop (1492), Enynktorpe (1497), Entorpe (1507, im Landschatzregister), Eyntruppe (1515), Entroppe (1528), Entrup (1545, im Landschatzregister), Entorff (1590) sowie Entrup (ab 1669).

### 16. Jahrhundert
Um 1530 war Johann Thorn Grundherr über die Entruper Bauern. Er vertrieb vor 1532 zwei in einer Urkunde von 1516 genannte Bauern, nämlich Brachhagen und Kuckuck, um ein Rittergut in Entrup zu errichten. Dieses Gut zu Entrup übernahm später die Familie de Wend, danach der Landesherr Simon VI., im Jahr 1587 die Familie von Offen und 1685 die Familie von Donop. 1812 wurde der Besitz parzelliert und von mehreren Bauern erworben. Vom einstigen Rittergut übrig geblieben ist lediglich das Hohe Haus, das Herrenhaus des Ritterguts.

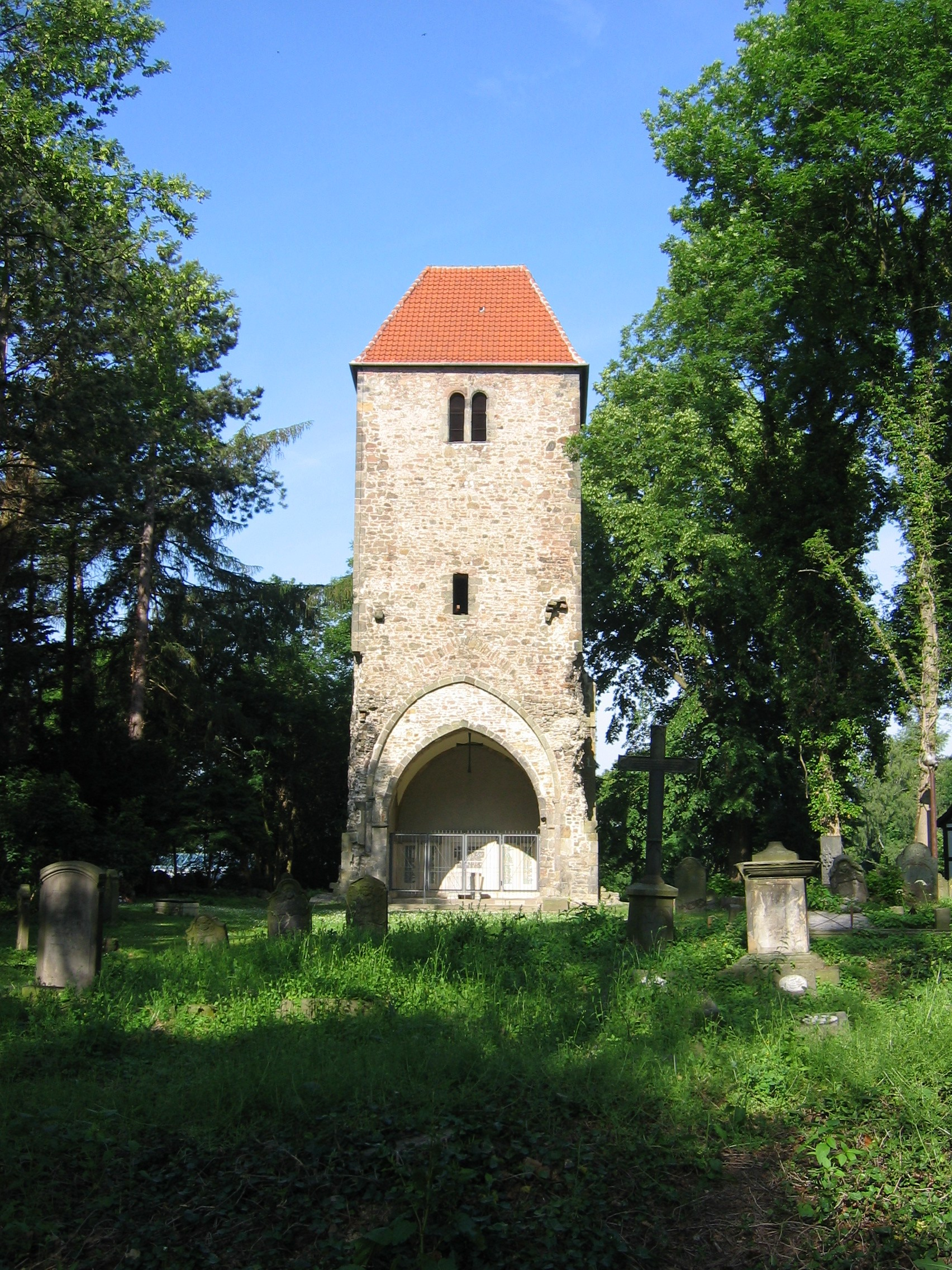
Stumpfer Turm in Lemgo

Die Entruper besuchten die außerhalb der Stadtmauern Lemgos stehende Kirche St. Johann, gemeinsam mit den Bewohnern der umliegenden Dörfer Hörstmar, Lieme, Luhe, Lüerdissen und Leese. Das zeigt auch die Belegung des Kirchhofs, dessen Gräber nach Quartieren geordnet sind, die der geografischen Lage der Dörfer in Bezug auf den Kirchturm entsprechen. Das älteste Grab stammt aus dem Jahr 1656. Im Dreißigjährigen Krieg wurde das von den Lemgoer Bürgern abschätzig als Bauernkirche bezeichnete Gotteshaus zerstört und nur der massive Turm mit dem Friedhof blieb bestehen. Die Kirchengemeinde benutzte danach die Brüderkirche innerhalb der Stadtmauern. Der ehemalige Kirchturm mit dem Friedhof existiert heute noch und ist unter dem Namen Stumpfer Turm bekannt.

### 19. Jahrhundert
Zu Beginn des 19. Jahrhunderts gab es in Lippe nicht genügend Arbeitsstellen für die gewachsene Bevölkerungszahl. Auch in Entrup tauchte der sogenannte Hollandbote auf, dessen Aufgabe es war, lippische Arbeiter an holländische Ziegeleien zu vermitteln. Aber auch Torfstecher und Grasmäher wurden gesucht. Darüber hinaus hatte der Hollandbote die Wanderarbeiter sozial zu betreuen und den Nachrichtendienst zwischen der Familie zu Hause und den Zieglern in der Fremde zu organisieren. 1922 wurde der noch heute bestehende Zieglerverein in Entrup gegründet, der zunächst als eine Art Ersatzgewerkschaft oder Versicherung fungierte. In der Satzung war angeführt, dass die Gewährung von Beihilfen im Krankheits- und Notfällen je nach Kassenlage eine der wichtigsten Aufgaben sei.
Aus den Protokollbüchern der Gemeinde Entrup geht die folgende Statistik hervor: 1828 hatte Entrup 51 Haushaltungen mit insgesamt 257 Personen, davon 19 Ziegler. 1875 gab es unter den 278 Bewohnern 26 Ziegler. Im Jahr 1905 war die Anzahl der Ziegler auf 48 und 1910 sogar auf 50 Personen gestiegen. 1925 lebten in Entrup 404 Menschen, darunter 39 Wanderarbeiter.

### 20. Jahrhundert
Die Folgen des Zweiten Weltkriegs, wie Flucht und Vertreibung, jedoch auch die moderne Mobilität haben größere Vielfalt in das Dorf gebracht. Die christlichen Bewohner Entrups gehen in die katholische Heilig-Geist-Kirche, die lutherische St. Marien-Kirche und immer noch mehrheitlich in die reformierte St. Johann-Kirche, alle in Lemgo. Trauerfeiern für die Toten des Dorfs finden in der Entruper Kapelle statt.
Bis zur Eingemeindung nach Lemgo gemäß dem Lemgo-Gesetz am 1. Januar 1969 war Entrup eine selbstständige Gemeinde im Kreis Lemgo. Dieser wurde am 1. Januar 1973 mit dem Kreis Detmold zum neuen Kreis Lippe zusammengeschlossen.

### Einwohnerentwicklung
| Jahr      | 1860 | 1939 | 1962 |
| Einwohner | 291  | 386  | 484  |
| --------- | ---- | ---- | ---- |

## Bildung
Die Stadt Lemgo unterhält in Entrup den Kindergarten Tausendfüßler.